# Йоусинен, Лаури Карлович
Ла́ури Ка́рлович Йо́усинен (фин. Lauri Jousinen; 1889, Форсса, Великое княжество Финляндское — 1948, Петрозаводск, Карело-Финская ССР) — советский композитор, альтист, педагог. Один из организаторов Союза композиторов Карелии. Член Союза композиторов СССР (1937).

## Биография
Родился в 1889 году в городе Форсса, в Великом княжестве Финляндском в семье ткача, скрипача-любителя.
Окончил 3 класса начальной школы. Работал маляром, ткачом, рыбаком.
В 1908 г. — эмигрировал в США.
В 1917 г. около года учился в чикагской консерватории.
В 1922 г. в составе рыболовной артели переехал в СССР.
С 1923 г. работал учителем музыки в Петрозаводском педагогическом техникуме, руководитель финского хора.
С 1925 г. учитель и руководитель хора в Ухте.
С 1931 г. — скрипач симфонического оркестра Карельского радиокомитета.
С 1935 — заведующий учебной частью Петрозаводского музыкально-драматического техникума.
С 1937 г. скрипач Карельской государственной филармонии.
С 1941 г. — находился в эвакуации в Омске, участвовал в работе музыкально-драматического ансамбля, организованного Вальтером Суни.
С 1943 г. — переехал в Беломорск, консультант по фольклору Дома народного творчества, вместе с ним вернулся в г. Петрозаводск.
Творчестве композитора отличают обработки финских, ингерманландских и карельских народных песен для различного ансамблей, хоровая музыка

## Избранные произведения
- «Куллерво», музыка к трагедии Ю. Эркко (совместно с К. Раутио 1933)
- «Северное сияние», симфоническая картина (1936)
- Карельская колыбельная, для скрипки с фортепиано (1939)
- «Стрекоза и муравей», для сопрано или тенора с фортепиано, музыка, текст И. А. Крылова И. А. (1944)
- Концертино для скрипки с фортепиано (1945)
- Соната для скрипки с фортепиано (1945)
- «Карелия», для хора в сопровождении фортепиано, музыка, текст В. К. Эрвасти (1946)
- «Маленьким братьям», для хора в сопровождении фортепиано, музыка, текст В. К. Эрвасти (1946)
- «Сержант Варламов», для баритона и хора в сопровождении фортепиано, музыка, текст В. К. Эрвасти (1946)
- «У партизанского костра», для баритона и фортепиано, музыка, текст В. К. Эрвасти (1946)
- «Радость труда и победы», симфоническая поэма для симфонического оркестра (1947)
- Друг бойца: «Сколько счастья, радости и света…» : [для хора и фортепиано], музыка текст: В. Морозов.
- Интродукция и тема с вариациями для струнного квартета.
- «Песня весна», музыка (текст Л. Хело).
- «Эта деревня — хорошая деревня», карельская народная песня, музыка.
- «Сосны Карелии», музыка к песне (слова Я. Виртанена)